# Pangonius funebris
Pangonius funebris är en tvåvingeart som först beskrevs av Macquart 1846.  Pangonius funebris ingår i släktet Pangonius och familjen bromsar. Inga underarter finns listade i Catalogue of Life.